# Common Existence
Common Existence é o quinto álbum de estúdio da banda Thursday, lançado a 17 de fevereiro de 2009.

## Faixas
Toda a música escrita por Thursday, letras escritas por Geoff Rickly.
1. "Resuscitation of a Dead Man" – 3:21
2. "Last Call" – 4:03
3. "As He Climbed the Dark Mountain" – 3:01
4. "Friends in the Armed Forces" – 4:10
5. "Beyond the Visible Spectrum" – 3:59
6. "Time's Arrow" – 4:13
7. "Unintended Long Term Effects" – 2:18
8. "Circuits of Fever" – 5:07
9. "Subway Funeral" – 4:18
10. "Love Has Led Us Astray" – 4:39
11. "You Were the Cancer" – 5:49

## Paradas
| Ano  | Parada                 | Posição |
| ---- | ---------------------- | ------- |
| 2010 | Billboard 200          | 56      |
| 2010 | Top Independent Albums | 4       |

## Créditos
- Geoff Rickly – Vocal
- Tom Keeley – Guitarra, vocal
- Steve Pedulla – Guitarra, vocal
- Tim Payne – Baixo
- Tucker Rule – Bateria
- Andrew Everding – Teclados, sintetizadores, vocal